# コソボ・メトヒヤ自治州 (1990年-1999年)

コソボ・メトヒヤ自治州
Аутономна Покрајина Косово и Метохиja
Krahina Autonome e Kosovës dhe Metohisë
Autonomna Pokrajina Kosovo i Metohija

セルビアにおけるコソボ・メトヒヤの位置

1999年以降、コソボ・メトヒヤ自治州は実態を喪失している。

コソボ・メトヒヤ自治州（コソボ・メトヒヤじちしゅう、セルビア・クロアチア語:Аутономна Покрајина Косово и Метохија / Autonomna Pokrajina Kosovo i Metohija、アルバニア語:Krahina Autonome e Kosovës dhe Metohis）は、セルビア共和国の自治州。1990年の「反官憲革命」のなかでコソボ社会主義自治州の権限を剥奪し、それに代わって設置されたものである。これによってコソボの自治権は1974年以前の旧コソボ・メトヒヤ自治州の状態へと差し戻された。1990年当時、コソボ・メトヒヤはユーゴスラビア社会主義連邦共和国のセルビア社会主義共和国の自治州であったが、ユーゴスラビア崩壊を経て1992年にはユーゴスラビア連邦共和国のセルビア共和国の自治州となった。1999年以降、セルビアはコソボの統治権を失い、2008年にコソボは独立を宣言しコソボ共和国となった。しかしながら、セルビアはコソボを独立国とは認めず、セルビアを構成する自治州と見なし続けている。

## 歴史
1990年の憲法改正によって、ユーゴスラビアの全ての構成国と自治州の議会において複数政党制が導入され、それまでのユーゴスラビア共産主義者同盟による一党支配は終わり、選挙が実施された。コソボのアルバニア人はこの選挙に加わることを拒否し、中央政府から認められていないコソボ共和国として独自の選挙を挙行した。ユーゴスラビアの中央政府による選挙は50%を超える投票率が必要であったことから、アルバニア人のボイコットによって投票は成立せず、コソボ・メトヒヤ州議会を開くことができなくなった。
新しい憲法では、自治州は独自の公共放送を持つことができなくなり、セルビアの公共放送へと統合された。セルビアの公共放送ではアルバニア語による放送が一部で続けられている。コソボのアルバニア語放送には圧力がかけられた。州立放送に対する資金提供は中止された。新しい憲法によって民間放送が認められるようになったが、民間放送の活動は資金難と厳しい法的規制のために、実際には困難であった。州立のアルバニア語放送はコソボでの放送を禁止された。しかしながら、民間の保有するアルバニア語のメディアも現れた。Koha Ditoreは、1998年まで業務が認められていた民間メディアであり、1998年に発行したカレンダーがアルバニア人の分離主義を賞賛するものであるとされ、閉鎖された。
新しい憲法はまた、州の保有する企業をセルビア政府へと移譲した。当時、ほぼ全ての企業は州立であった。1990年9月、123,000人のアルバニア人労働者が職を解かれた。彼らは政府、メディア、教師、医師、政府企業の労働者であった。これはゼネラル・ストライキや集団蜂起を引き起こした。彼らの一部は解雇された労働者ではなかったが、解雇された人々に同調して辞職し、セルビア政府のために働くことを拒否した。解雇者の多くは民族的にアルバニア人であったものの、政府は彼らが単に古い共産主義の志向を持っていたために解雇したとしている。
古いアルバニア人の教育カリキュラムと教材は破棄され、新しいものが導入された。新しいカリキュラムはセルビア人やその他のセルビアの少数民族のものと内容的に同一であり、アルバニア語が用いられる点のみが異なっていた。このカリキュラムはコソボ域外のセルビア本国（中央セルビア）のアルバニア人に対して使用され続けている。アルバニア語での教育は1992年に廃止され、1994年に再導入された。。プリシュティナ大学はコソボのアルバニア人の中心的教育機関であったが、アルバニア語での教育は廃止され、アルバニア人の教師は一斉解雇された。アルバニア人は州の学校をボイコットし、独自のアルバニア語の教育システムを組織した。
コソボのアルバニア人らは、自らのもつ権利への攻撃に対して反発した。アルバニア人による集団暴動や蜂起、民族間での暴力が頻発し、1990年2月、州は非常事態を宣言し、ユーゴスラビア軍が駐留し、蜂起を鎮圧するために警察官が大幅に増強された。
1992年には非公認のコソボ共和国による選挙が行われ、イブラヒム・ルゴヴァがその「大統領」として選出された。しかし、この政府を承認したのはアルバニアのみであった。1995年、クロアチア紛争の嵐作戦によってクロアチアを追われた数千人のセルビア人がコソボの移住し、アルバニア人とセルビア人の対立はさらに深まった。
過去にも、ユーゴスラビアやセルビアの体制に反発したアルバニア人による蜂起がプリシュティナで起こっていた（特に1968年と1981年3月）。イブラヒム・ルゴヴァはじめ非暴力抵抗を呼びかけていたが、後にアルバニア人による反対運動はルゴヴァとは逆の立場をとり武装闘争を主張するコソボ解放軍（Ushtria Çlirimtare e Kosovës; UÇK）へと結びついていった。これによってコソボ紛争が始まり、後のNATOによるユーゴスラビア空爆（アライド・フォース作戦）、国際連合によるコソボ暫定行政ミッション（UNMIK）創設へとつながっていった。

## 1999年以降のセルビア人の政府
1999年以降、コソボにおいてセルビア人が住む一部地域では、プリシュティナにおかれたアルバニア人の支配する政府から事実上独立している。彼らはセルビアの国旗や国章を使い続け、セルビア本国の選挙にも参加している（それ以外のコソボではセルビアの選挙はボイコットされている）。彼らはコソボの選挙をボイコットしている。アルバニク / レポサヴィチ、ズヴェチャニ / ズヴェチャン、ズビン・ポトクの各自治体はセルビア人が支配しており、ミトロヴィツァ / コソヴスカ・ミトロヴィツァには対立するアルバニア人とセルビア人それぞれの政府が2002年11月まで並存した。
セルビア人地域は、2003年2月にコソヴスカ・ミトロヴィツァのセルビア人委員によって創設された「コソボ・メトヒヤのセルビア人地域連合」によって統合され、ミトロヴィツァは彼らの事実上の「首都」となっている。連合の大統領にはドラガン・ヴェリッチ（Dragan Velić）が就任した。ミトロヴィツァにはまた、セルビア人による中央政府機関「コソボ・メトヒヤ・セルビア国家議会」が設置されている。コソボ北部におけるこの議会の議長にはミラン・イヴァノヴィッチ（Milan Ivanović）が就任し、行政委員会の首班はラダ・トライコヴィッチ（Rada Trajković）となった。
地元の政治で主導権を握るのはコソボ・メトヒヤのセルビア人リスト（en）である。同党を率いるのはオリヴェル・イヴァノヴィッチ（Oliver Ivanović）である。
2007年2月、コソボ・メトヒヤのセルビア人地域連合は「コソボ・メトヒヤ・セルビア人議会」へと改組された。この議会は、アルバニア人が支配するコソボ中央の議会を分離主義者として非難し、コソボのセルビア人の統一、EULEXコソボのボイコット、セルビアのコソボにおける主権を支持するための大規模な抗議行動を求めた。2008年2月18日、コソボの独立宣言の翌日、セルビア人議会はコソボ独立を「無効であり無価値」と宣言した。
コソボの独立宣言に反対する自治体は独自にコソボ・メトヒヤ自治州自治体共同体議会を結成していたが、2013年にセルビアとコソボ間で締結されたブリュッセル合意により廃止され、代わりにコソボ政府公認のセルビア人自治体共同体が創設されることとなった。
セルビア中央政府にはかつて「コソボ・メトヒヤ省」が置かれていたが、その後コソボ・メトヒヤ事務局に改編されている。

## 行政機関の長
コソボ・メトヒヤ自治州を管轄するセルビア政府の行政機関の長の一覧。
コソボ・メトヒヤ自治州執行評議会 議長
- 空位（1990年 - 1998年）

コソボ・メトヒヤ自治州臨時執行評議会 議長
1. ゾラン・アジェルコヴィッチ（セルビア語版）（1998年 - 2002年、役職廃止）

コソボ・メトヒヤ省 大臣
1. スロボダン・サマルジッチ（英語版）（2007年 - 2008年）
2. ゴラン・ボグダノヴィッチ（英語版）（2008年 - 2012年、役職廃止）

コソボ・メトヒヤ事務局 事務局長
1. アレクサンダル・ヴーリン（英語版）（2012年 - 2013年）
2. マルコ・ドゥリッチ（英語版）（2013年 - 2020年）
3. ペタル・ペトコヴィッチ（英語版）（2020年 - 現職）

## 行政区分
コソボ・メトヒヤ自治州は5郡（オクルグ）、30基礎自治体（オプシュティナ）の2層から成る。
なおコソボ共和国では、UNMIK統治下で改編された独自の行政区画を使用している（コソボの郡・コソボの基礎自治体をそれぞれ参照）。

### 郡

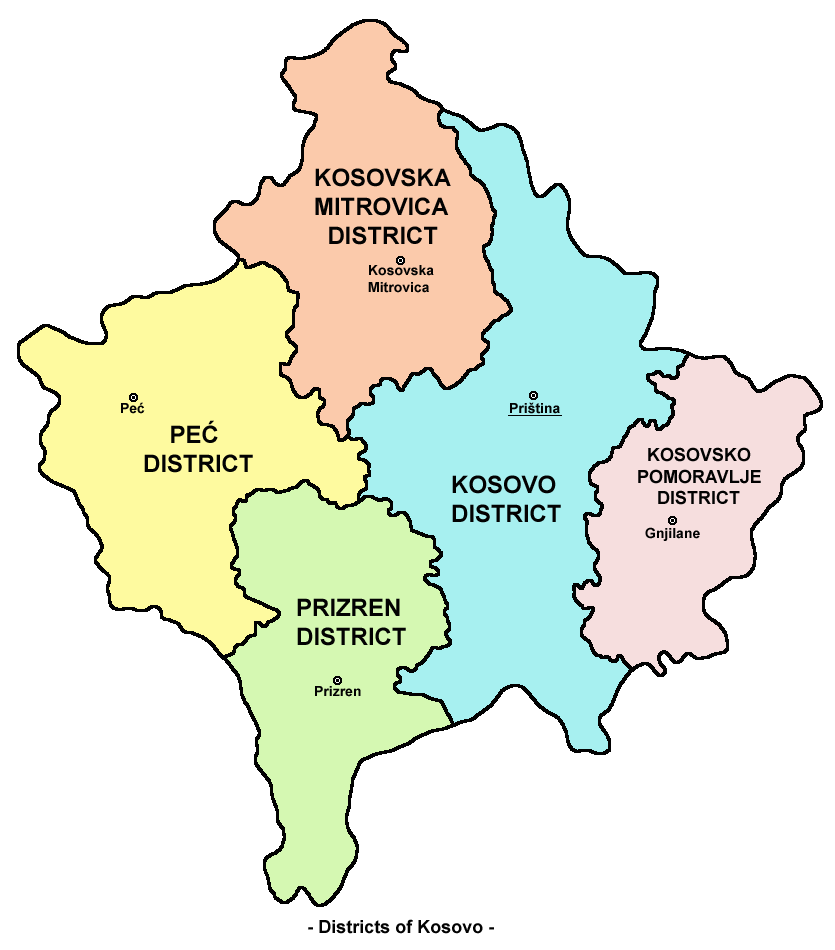
コソボ・メトヒヤの郡

5郡（オクルグ）に分割されている。
| ISO 3166-2 | 郡                           | セルビア語 (キリル文字)  | セルビア語 (UN III/11 1977) | アルバニア語                       | 州都                       | 面積 (km2) | 人口 (1991年) | 人口 (2002年) | 人口 (2011年) | 自治体数 |
| ---------- | ---------------------------- | ------------------------ | --------------------------- | ---------------------------------- | -------------------------- | ---------- | ------------- | ------------- | ------------- | -------- |
| RS-25      | コソボ郡                     | Косовски округ           | Kosovski okrug              | Distrikti i Kosovës                | プリシュティナ             | 3,117      | 672,293       | 1,135,468     | 497,907       | 10       |
| RS-28      | コソヴスカ・ミトロヴィツァ郡 | Косовскомитровачки округ | Kosovsko-Mitrovački Okrug   | Distrikti i Mitrovicës së Kosovës  | コソヴスカ・ミトロヴィツァ | 2,050      | 275,904       | 226,807       | 232,833       | 6        |
| RS-29      | コソボ・ポモラヴリェ郡       | Косовскопоморавски округ | Kosovsko-Pomoravski okrug   | Distrikti i Kosovës dhe Anamoravës | グニラネ                   | 1,412      | 217,728       | 256,072       | 346,559       | 4        |
| RS-26      | ペチ郡                       | Пећки округ              | Pećki okrug                 | Distrikti i Pejës                  | ペチ                       | 2,450      | 414,187       | 394,122       | 314,894       | 5        |
| RS-27      | プリズレン郡                 | Призренски округ         | Prizrenski okrug            | Distrikti i Prizrenit              | プリズレン                 | 1,910      | 376,085       | 503,480       | 387,828       | 5        |

### 基礎自治体
30基礎自治体（オプシュティナ）から成る。
- コソボ郡
  - プリシュティナ（Priština）
  - グロゴヴァツ（Glogovac）

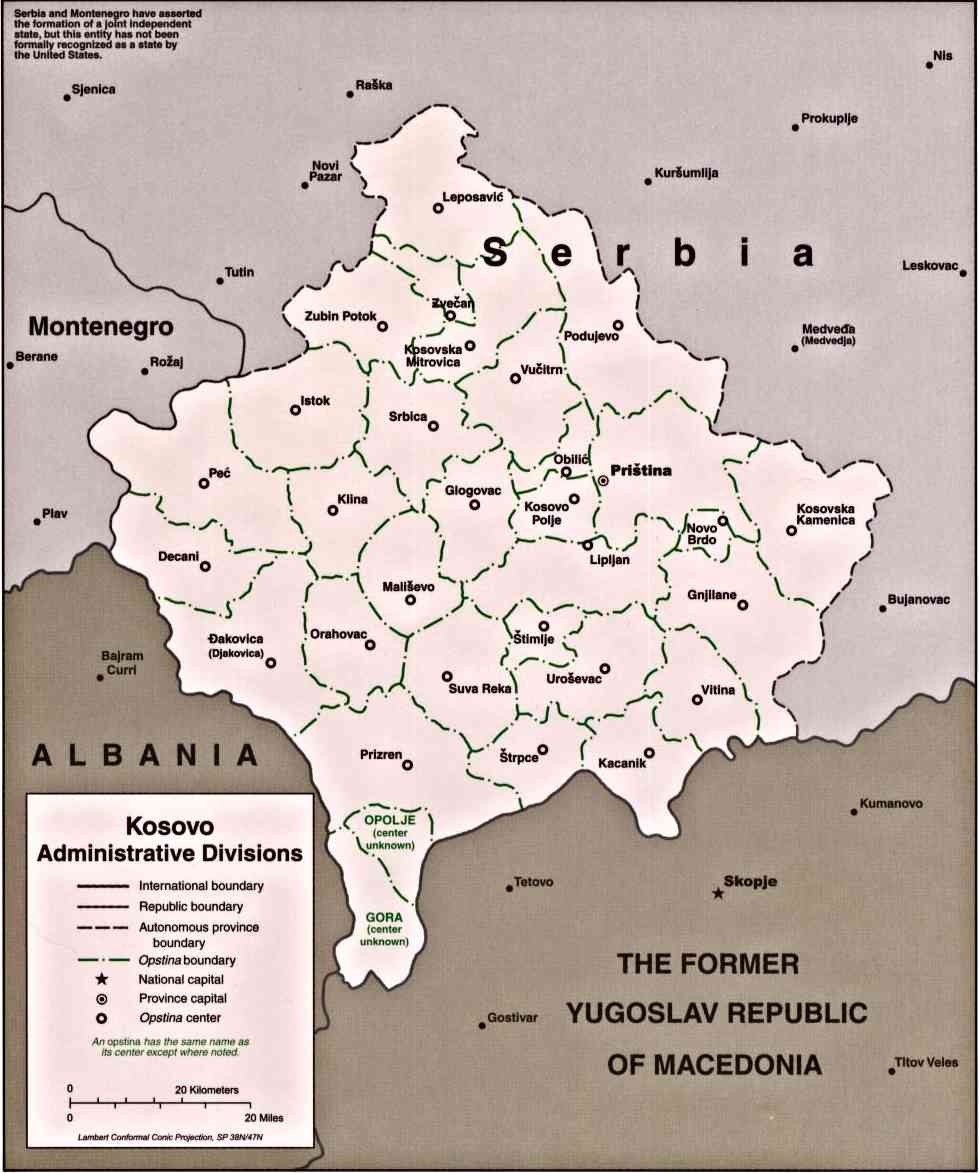
コソボ・メトヒヤの基礎自治体

  - コソヴォ・ポリェ（Kosovo Polje）
  - リプリャン（Lipljan）
  - オビリッチ（Obilić）
  - ポドゥイェヴォ（Podujevo）
  - ウロシェヴァツ（Uroševac）
  - シュティムリェ（Štimlje）
  - カチャニク（Kačanik）
  - シュトルプツェ（Štrpce）

- コソヴスカ・ポモラヴリェ郡
  - コソヴスカ・カメニツァ（Kosovska Kamenica）
  - ノヴォ・ブルド（Novo Brdo）
  - グニラネ（Gnjilane）
  - ヴィティナ（Vitina）

- コソヴスカ・ミトロヴィツァ郡
  - コソヴスカ・ミトロヴィツァ（Kosovska Mitrovica）
  - レポサヴィッチ（Leposavić）
  - スルビツァ（Srbica）
  - ヴチトルン（Vučitrn）
  - ズビン・ポトク（Zubin Potok）
  - ズヴェチャン（Zvečan）

- ペチ郡
  - ペチ（Peć）
  - イストク（Istok）
  - クリナ（Klina）
  - ジャコヴィツァ（Đakovica）
  - デチャニ（Dečani）

- プリズレン郡
  - オラホヴァツ（Orahovac）
  - スヴァ・レカ（Suva Reka）
  - プリズレン（Prizren）
  - オポリェ（Opolje）
  - ゴラ（Gora）